# Can Cabotí
Can Caboti és una masia de Sant Andreu de Llavaneres (Maresme) inclosa a l'Inventari del Patrimoni Arquitectònic de Catalunya.

## Descripció
Masia formada per dos cossos, de planta baixa i pis. Coberta a dues aigües. A la planta baixa de la façana principal hi ha dos portals, un de rodó amb onze peces de pedra granítica i l'altre d'arc rebaixat, obert l'any 1614. Damunt de cada un dels portals hi ha dues finestres gòtiques d'estil conopial, amb fina decoració a l'ampit i als capitells. A la del cos esquerre, el capitell ens mostra dues palmes, mentre que al de la dreta hi ha representades dues roses. Totes dues tenen festejadors. A la façana de ponent hi ha una finestra d'estil romànic.

## Història
Aquesta masia del segle xvi probablement està bastida sobre uns vestigis romànics, ja que hi ha restes d'aquest estil en la casa, com una finestra i una porta dins de la casa. Per documents de propietats de terres i registres de la parròquia se sap que la família Cabotí ja habitava i conreava aquestes terres al segle xvi.